# Kraj Oerjanchaj
De kraj Oerjanchaj (Russisch: Урянха́йский край; Oerjanchajski kraj) was de Russische benaming voor het Russische protectoraat dat tussen 1914 en 1921 werd gevestigd over het gebied dat overeenkomt met de huidige Russische autonome republiek Toeva. 
Tot 1912 stond het gebied onder de naam Tannoe Oerjanchaj onder het bestuur van de Qing-dynastie van China. Na de Xinhai-revolutie in 1911 wendden de nojonen (onder andere ambyn-nojon Komboe-Dorzjoe, de Tsjamzy Chamby-lama en nojon Daa-chosjoena Boejan-Badyrgy) zich enkele malen tot de tsaristische overheid met het verzoek het gebied op te nemen als protectoraat van het Russische rijk. Op 17 april 1914 tekende tsaar Nicolaas II daarop een oekaze waarmee dit protectoraat werd gevestigd. Het gebied werd tot onderdeel van het gouvernement Jenisej gemaakt, maar de politieke en bestuurlijke verantwoordelijkheden werden gelegd bij het bestuur van het gouvernement-generaal Irkoetsk.
De kraj was bestuurlijk onderverdeeld in zeven chosjoenen: Bejse, Daa, Maady, Ojoennarski, Saltsjakski, Todzjinski en Tsjoodoe.
In 1921, tijdens de Russische Burgeroorlog, werd de volksrepubliek Toeva (Tannoe-Toeva) uitgeroepen op het gebied van de kraj, die vanaf 1926 de naam Republiek Toeva droeg. In 1944 werd Toeva als autonome oblast opgenomen in de Russische SFSR. In 1961 werd ze hernoemd tot de Toevaanse Autonome Socialistische Sovjetrepubliek. Met de val van de Sovjet-Unie veranderde de naam wederom naar (autonome) republiek Toeva en sinds 1993 heet het gebied officieel republiek Toeva.
De Russische soevereiniteit over het gebied wordt niet erkend door de Republiek China.